# Wolfgang Dierker
Wolfgang Dierker (* 22. Januar 1968) ist ein deutscher Historiker und Interessenvertreter.

## Leben
Dierker studierte Geschichte und Sozialwissenschaften in Münster, Edinburgh, Paris und Bonn.
Er promovierte 1999 in Bonn mit einer Untersuchung über die Religionspolitik des Sicherheitsdienstes der SS in den Jahren 1933 bis 1941 zum Dr. phil. Die Studie fand große Aufmerksamkeit: Sie wurde nicht nur in der Historischen Zeitschrift und der Theologischen Literaturzeitung, sondern auch in der Zeit, der FAZ und NZZ besprochen. Innerhalb eines Jahres erlebte sie eine zweite Auflage. Der Historiker Christoph Kösters nannte sie eine „Pionierstudie“. Der Regensburger Bischof Gerhard Ludwig Müller zitierte die Arbeit in einer Predigt. Dierker schrieb auch mehrere Aufsätze zum Thema seiner Promotion.
Nach Stationen im Deutschen Bundestag und in der Kommission für Geschichte des Parlamentarismus und der politischen Parteien in Bonn wurde Dierker 2001 Leiter der Hauptgeschäftsstelle des Bundesverbandes Informationswirtschaft, Telekommunikation und Neue Medien (Bitkom). Von 2004 bis 2010 leitete er das Verbindungsbüro von Hewlett-Packard in Berlin (sein offizieller Titel: Director Government Affairs Europe, Middle East, Africa). Zwischen 2010 und 2020 war er Leiter des Hauptstadtbüros von GE Deutschland und von 2017 bis 2020 Vorsitzender der Geschäftsführung der General Electric Deutschland Holding GmbH. Von 2020 bis 2023 arbeitete Dierker als Managing Director Policy & Strategy bei Apple Deutschland in Berlin. Seit 2023 ist er General Manager Corporate, External & Legal Affairs bei Microsoft Deutschland.

## Publikationen (Auswahl)
- „Niemals Jesuiten, niemals Sektierer“: Die Religionspolitik des SD 1933-1941. In: Michael Wildt (Hg.): Nachrichtendienst, politische Elite, Mordeinheit. Der Sicherheitsdienst des Reichsführers SS. Hamburger Edition, Hamburg 2003, S. 86–117.
- Himmlers Glaubenskrieger. Der Sicherheitsdienst der SS und seine Religionspolitik 1933–1941. Schöningh, Paderborn 2002, ISBN 3-506-79997-5 (Diss. Univ. Bonn, 2000).
- Der Nationalsozialismus in der französischen Geschichtsschreibung. In: Francia, Bd. 23/3 (1996), S. 155–180 (Volltext).